# Рис, Петер
Петер Рис (нем. Peter Rieß, 27 июня 1805 — 23 октября 1883) — немецкий физик, член Берлинской академии наук с 1842 года. Его работы вначале, по магнетизму вообще и земному магнетизму в частности, печатались главным образом в «Pogg. Ann.». Около 1836 года он изменил направление работ, обратившись главным образом к электричеству (список работ Риса в библиографическом словаре Поггендорфа, т. 2, 1863, и т. 3, 1896—98) и в своем труде «Die Lehre von der Reibungselektrizität» (1853) дал весьма богатый опытный материал по распределению электричества на поверхности тел, для устройства электрометров, электростатической индукции и т. п.